# Puszka Faradaya

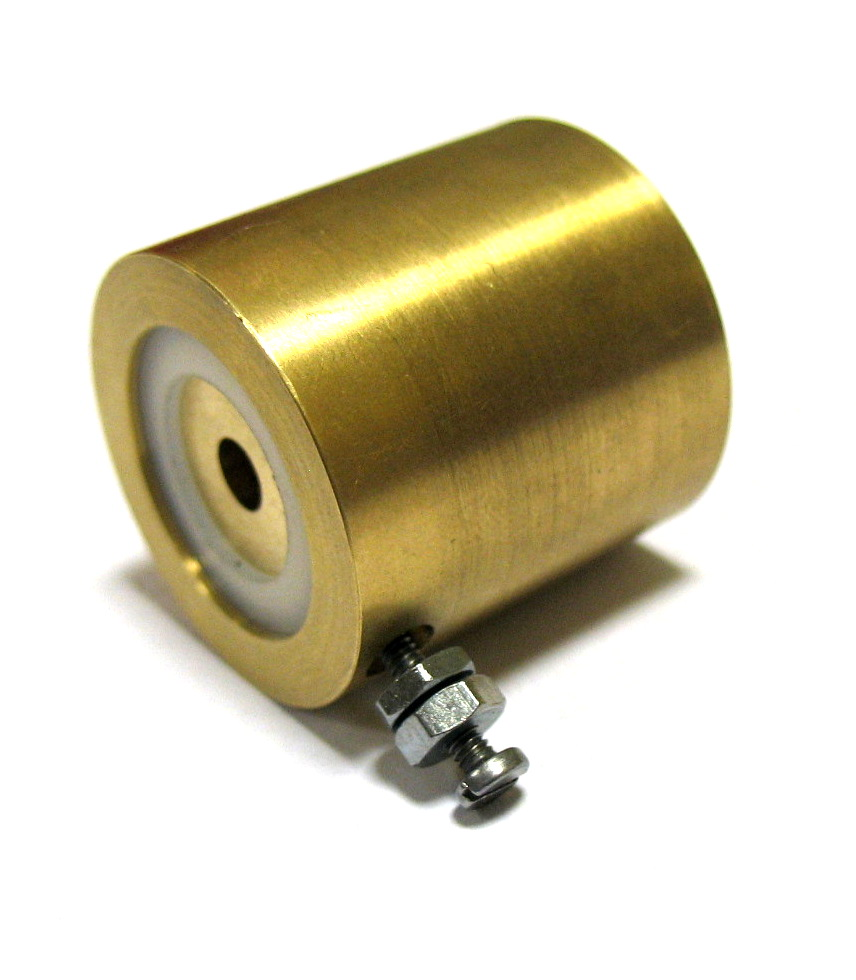
Puszka Faradaya z detektora jonów

Puszka Faradaya – metalowa komora otwarta z jednej strony, rodzaj klatki Faradaya, przeznaczona do doświadczeń i prac nad ładunkami elektrycznymi. Ciało naelektryzowane, przewodzące prąd elektryczny wprowadzone do wnętrza puszki po dotknięciu ścianki puszki oddaje całkowicie swój ładunek elektryczny puszce (przestaje być naelektryzowane).
Nazwa przyrządu pochodzi od nazwiska odkrywcy Michaela Faradaya, który w roku 1830 zademonstrował własności ekranujące elektryczność klatki wykonanej z siatki metalowej.
Obecnie na zasadzie puszki Faradaya są konstruowane detektory jonów. Jon (lub inna naelektryzowana cząstka) wpadając przez niewielki otwór do puszki jest przyciągana przez ścianki puszki w wyniku indukowania w puszce w pobliżu jonu ładunku o przeciwnym znaku, jon dotykając puszki oddaje jej swój ładunek. Mierzony jest powstający w ten sposób prąd. Detektory te charakteryzują się małą czułością spowodowaną małą czułością aparatury rejestrującej powstający prąd. Przez to nadają się do mierzenia dużych strumieni jonów np. wiatru słonecznego.